# Bruno Martins Indi
Rolando Maximiliano "Bruno" Martins Indi (n. 8 februarie 1992) este un fotbalist neerlandez care evoluează la clubul Stoke City și la echipa națională de fotbal a Țărilor de Jos pe postul de fundaș.

## Statistici

### Club
| Club                    | Sezon        | Campionat      | Campionat | Campionat | Cupă    | Cupă   | Cupa ligii | Cupa ligii | Europa  | Europa | Total   | Total  |
| Club                    | Sezon        | Divizie        | Meciuri   | Goluri    | Meciuri | Goluri | Meciuri    | Goluri     | Meciuri | Goluri | Meciuri | Goluri |
| ----------------------- | ------------ | -------------- | --------- | --------- | ------- | ------ | ---------- | ---------- | ------- | ------ | ------- | ------ |
| Feyenoord               | 2010–11      | Eredivisie     | 15        | 1         | 2       | 0      | —          | —          | 2       | 0      | 19      | 1      |
| Feyenoord               | 2011–12      | Eredivisie     | 29        | 1         | 2       | 0      | —          | —          | —       | —      | 31      | 1      |
| Feyenoord               | 2012–13      | Eredivisie     | 32        | 1         | 3       | 0      | —          | —          | 4       | 0      | 39      | 1      |
| Feyenoord               | 2013–14      | Eredivisie     | 26        | 2         | 3       | 0      | —          | —          | 2       | 0      | 31      | 2      |
| Feyenoord               | Total        | Total          | 102       | 5         | 10      | 0      | —          | —          | 8       | 0      | 120     | 5      |
| Porto                   | 2014–15      | Primeira Liga  | 24        | 2         | 0       | 0      | 2          | 0          | 11      | 0      | 37      | 2      |
| Porto                   | 2015–16      | Primeira Liga  | 23        | 0         | 3       | 0      | 0          | 0          | 7       | 0      | 33      | 0      |
| Porto                   | Total        | Total          | 47        | 2         | 3       | 0      | 2          | 0          | 18      | 0      | 70      | 2      |
| Stoke City (împrumutat) | 2016–17      | Premier League | 35        | 1         | 1       | 0      | 1          | 0          | —       | —      | 37      | 1      |
| Stoke City              | 2017–18      | Premier League | 6         | 0         | 0       | 0      | 2          | 0          | —       | —      | 8       | 0      |
| Stoke City              | Total        | Total          | 41        | 1         | 1       | 0      | 3          | 0          | —       | —      | 45      | 1      |
| Career total            | Career total | Career total   | 190       | 8         | 14      | 0      | 5          | 0          | 26      | 0      | 235     | 8      |

### Internațional
La 14 iulie 2014.
| Țările de Jos | Țările de Jos | Țările de Jos |
| An            | Meciuri       | Goluri        |
| ------------- | ------------- | ------------- |
| 2012          | 6             | 2             |
| 2013          | 6             | 0             |
| 2014          | 6             | 0             |
| Total         | 18            | 2             |

 Țările de Jos
- Campionatul Mondial de Fotbal

Locul 3: 2014